# Хамура
Хамура (яп. 羽村市 Хамура-си) — город в Японии, находящийся в префектуре Токио. Площадь города составляет 9,91 км², население — 54 341 человек (1 октября 2020), плотность населения — 5483,45 чел./км².

## Географическое положение
Город расположен на острове Хонсю в префектуре Токио региона Канто. С ним граничат города Оме, Фусса, Акируно и посёлок Мидзухо.

## Население
Население города составляет 54 341 человек (1 октября 2020), а плотность — 5483,45 чел./км². Изменение численности населения с 1980 по 2005 годы:
| 1980 | 42 017 чел. |  |
| 1985 | 47 203 чел. |  |
| 1990 | 52 103 чел. |  |
| 1995 | 55 095 чел. |  |
| 2000 | 56 013 чел. |  |
| 2005 | 56 514 чел. |  |

## Символика
Деревом города считается гинкго, цветком — цветок сакуры, птицей — иглоногая сова (Ninox scutulata).

## Транспорт
- Кокудо 16

## Города-побратимы
- Хокуто, Япония (1996)